# Estación General Acha
General Acha es una estación ferroviaria ubicada en ciudad del mismo nombre, departamento Utracán, Provincia de La Pampa, Argentina.

## Servicios

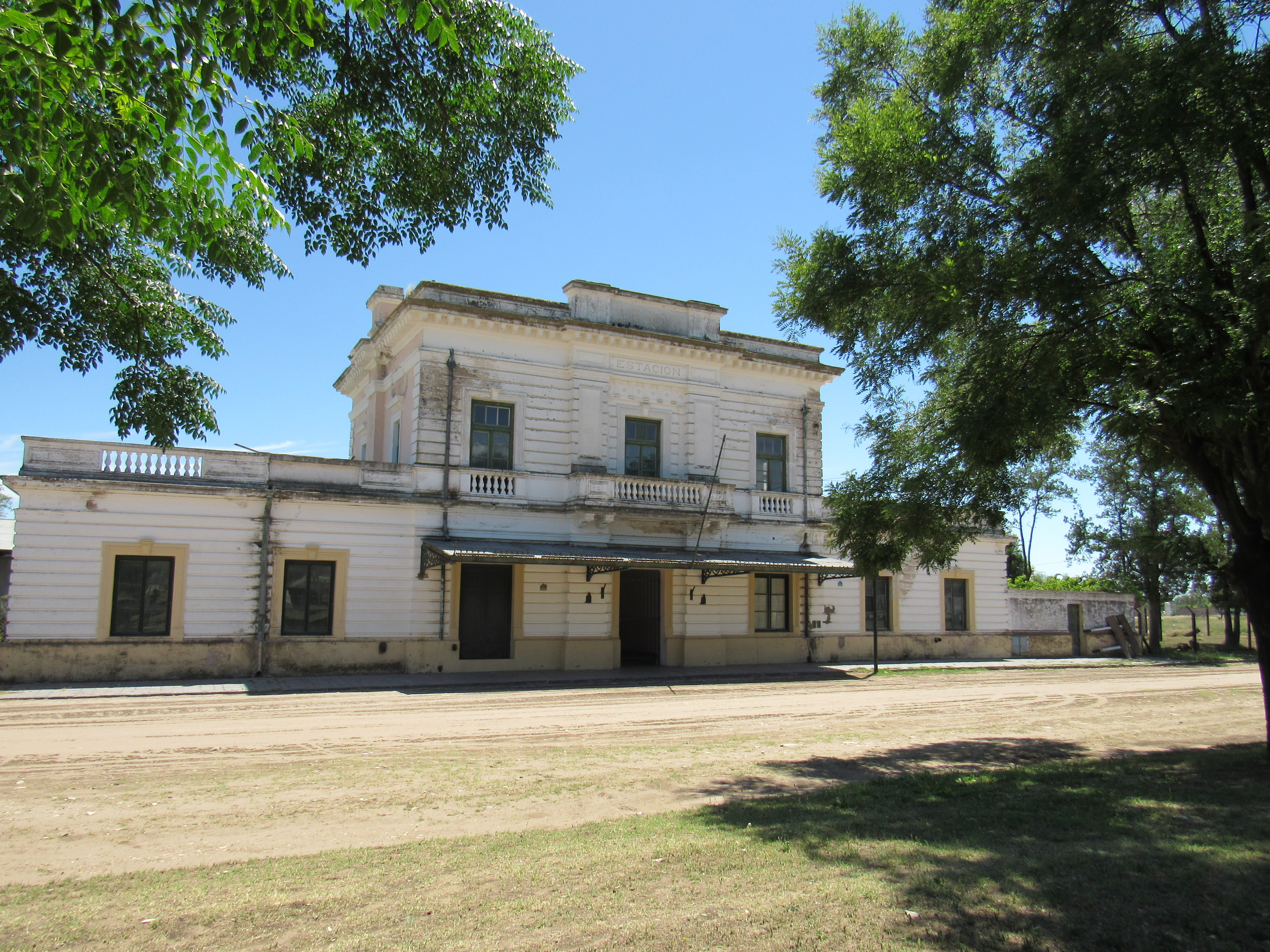
Fachada de la estación

Es una estación del ramal perteneciente al Ferrocarril General Roca, desde la Estación Nueva Roma hasta la Estación Toay.
No presta servicios de pasajeros, ni de cargas. Sus vías están concesionadas a la empresa de cargas Ferroexpreso Pampeano.